# 松沢蓮
松沢 蓮（まつざわ れん、1981年8月27日 - ）は、日本の俳優である。東京都出身。
特技は殺陣。GMBプロダクション、アクトジャム俳優事務所を経て、現在はアンファングプロモーションに所属。

## 略歴
2000年、日本テレビ系ドラマ『伝説の教師』で俳優デビュー。
2003年、特撮テレビドラマ『超星神グランセイザー』で、秤谷仁 / セイザーダイル役として知名度を得た。

## 出演

### テレビドラマ
- 伝説の教師（2000年、日本テレビ） - 十二社学園高校生徒 野村哲也
- 多重人格探偵サイコ（2000年、WOWOW） - 赤ギャング
- プラトニック・セックス -娘の叫び! 親の涙…そして親子の闘いが始まる-（2001年、フジテレビ） - 健治
- ごくせん 第1シリーズ（2002年、日本テレビ） - 蒲生蓮
- 超星神グランセイザー（2003年 - 2004年、テレビ東京） - 秤谷仁 / セイザーダイル
- ナースマンがゆく 第1話（2004年、日本テレビ） - 患者
- こちら本池上署5 第13話（2004年、TBS）
- あいのうた 第1話（2005年、日本テレビ）
- CAとお呼びっ! 第1話（2006年、日本テレビ）
- 有閑倶楽部 第1話（2007年、日本テレビ） - 譲
- 1ポンドの福音 第7話（2008年、日本テレビ） - ホストのキャッチ
- ヤンキー君とメガネちゃん 第1話「噂の最強コンビ遂に登場! 痛快学園ホームコメディ」（2010年4月23日、TBS）
- 崖っぷちのエリー 第3話「100万円返せ!」 母の怒りと初恋相手の哀しい秘密…!!（2010年7月23日、テレビ朝日）
- 相棒 Season 10 第14話「悪友」（2012年、テレビ朝日、東映） - 菅原典史
- 黒い報告書 男と女の事件ファイル「孤独」 第1弾「かげぼうしの女」（2012年、BSジャパン）
- 誕生！廓の用心棒（2015年、NHK）
- 山本周五郎時代劇 武士の魂 第十二話「失蝶記」（2017年9月12日、BSジャパン） - 梓久也（藩士）

### 映画
- バトル・ロワイアル（2000年） - 飯島敬太
- 同じ月を見ている（2005年） - 植木職人
- 東京大学物語（2006年） - 綾小路
- 空へ〜救いの翼〜RESCUE WINGS（2008年） - 堀内
- ごくせん THE MOVIE（2009年） - 蒲生蓮
- SPINNING KITE スピニングカイト（2013年） - 派遣労働者
- スクラップスクラッパー（2016年）
- VAMP（2019年）
- 終末の探偵（2022年12月16日、マグネタイズ）

### 舞台
- めぐみへの誓い-第二章・奪還-（2013年、主催：劇団夜想会、劇場：俳優座劇場、演出：野伏翔） - 蓮池薫

### オリジナルビデオ
- 超星神グランセイザー スーパーバトルメモリー（2005年） - 秤谷仁
- 行け！行け！ゴッドマン&グリーンマンBOX 映像特典 - 松下光一
- 極道の紋章レジェンド4 - （2021年-） - 佐伯亮太

### 写真集
- 『星座の勇者 - 超星神グランセイザー公式フォトアルバム』（雑草社、2004年5月）ISBN 4-921040-05-2